# Käivoträsket
Käivoträsket är en sjö i Jokkmokks kommun i Lappland och ingår i Luleälvens huvudavrinningsområde. Sjön har en area på 0,0557 kvadratkilometer och ligger 292,7 meter över havet.

## Delavrinningsområde
Käivoträsket ingår i det delavrinningsområde (737952-169263) som SMHI kallar för Mynnar i Görjeån. Medelhöjden är 280 meter över havet och ytan är 16,08 kvadratkilometer. Det finns ett avrinningsområde uppströms, och räknas det in blir den ackumulerade arean 19,49 kvadratkilometer. Vattendraget som avvattnar avrinningsområdet har biflödesordning 3, vilket innebär att vattnet flödar genom totalt 3 vattendrag innan det når havet efter 159 kilometer. Avrinningsområdet består mestadels av skog (81 procent) och sankmarker (18 procent). Avrinningsområdet har 0,1 kvadratkilometer vattenytor vilket ger det en sjöprocent på 0,6 procent.